# مجلس قيادة الثورة (السودان)

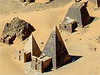

مجلس قيادة الثورة السوداني أو مجلس قيادة الثورة في السودان هو المجلس الذي حكم السودان بعد انقلاب مايو 1969 الذي أطاح بحكومة إسماعيل الأزهري، ليحل محل مجلس السيادة الذي كان يدير شؤون البلاد. حكم المجلس السودان ما بين عامي 1969 حتى 1971، حيث تم حلّه. تكوّن في البداية من عشرة أعضاء، برئاسة الفريق جعفر النميري، ثم استقر على سبعة أعضاء، بعد إعفاء ثلاثة من أعضائه.

## أعضاء المجلس
في 25 مايو 1969، تشكل مجلس قيادة الثورة السوداني من:
- العقيد أ. ح / جعفر محمد نميري
- بابكر عوض الله
- المقدم أ. ح/ بابكر النور سوار الذهب
- الرائد / خالد حسن عباس
- الرائد/ أبو القاسم محمد إبراهيم
- الرائد/ مأمون عوض أبو زيد
- الرائد/ زين العابدين محمد أحمد عبد القادر
- الرائد/ أبو القاسم هاشم
- الرائد/ هاشم العطا
- الرائد/ فاروق عثمان حمدنا الله

في العام 1970، جرى إعفاء ثلاثة أعضاء من عضوية مجلس قيادة الثورة هم كل من:
- - المقدم أ. ح/ بابكر النور سوار الذهب
  - الرائد/ فاروق عثمان حمدنا الله
  - الرائد/ هاشم العطا